# کاهوکو (هاوایی)
کاهوکو (به انگلیسی: Kahuku) یک منطقهٔ مسکونی در ایالات متحده آمریکا است که در شهرستان هونولولو، هاوایی واقع شده‌است. کاهوکو ۵٫۹ کیلومتر مربع مساحت و ۲٬۶۱۴ نفر جمعیت دارد و ۴٫۵۷ متر بالاتر از سطح دریا واقع شده‌است.